# Жіноча збірна США з хокею із шайбою
Жіноча збірна США з хокею із шайбою (англ. United States women's national ice hockey team) — національна жіноча команда США, що представляє країну на міжнародних змаганнях з хокею із шайбою. Опікується командою асоціація Хокей США, команда є другою у рейтингу світового хокею, а в самих США офіційно налічується 67,230 хокеїсток. Національна хокейна команда здобувала численні нагороди на чемпіонатах світу та Олімпійських турнірах.

## Історія
Серед головних тренерів збірної варто зазначити відомого американського хокеїста Кена Клі, який очолював команду до 18 липня 2017 року.

## Результати

### Виступи на чемпіонатах світу
- 1990 – Срібні медалі
- 1992 – Срібні медалі
- 1994 – Срібні медалі
- 1997 – Срібні медалі
- 1999 – Срібні медалі
- 2000 – Срібні медалі
- 2001 – Срібні медалі
- 2004 – Срібні медалі
- 2005 – Золоті медалі
- 2007 – Срібні медалі
- 2008 – Золоті медалі
- 2009 – Золоті медалі
- 2011 – Золоті медалі
- 2012 – Срібні медалі
- 2013 – Золоті медалі
- 2015 – Золоті медалі
- 2016 – Золоті медалі
- 2017 – Золоті медалі
- 2019 – Золоті медалі
- 2021 – Срібні медалі
- 2022 – Срібні медалі
- 2023 – Золоті медалі
- 2024 – Срібні медалі
- 2025 – Золоті медалі

### Виступи на Олімпійських іграх
- 1998 – Золоті медалі
- 2002 – Срібні медалі
- 2006 – Бронзові медалі
- 2010 – Срібні медалі
- 2014 – Срібні медалі
- 2018 – Золоті медалі
- 2022 – Срібні медалі

### Кубок 4 Націй
- 1996 – Срібні медалі
- 1997 – Золоті медалі
- 1998 – Срібні медалі
- 1999 – Срібні медалі
- 2000 – Срібні медалі
- 2002 – Срібні медалі
- 2003 – Золоті медалі
- 2004 – Срібні медалі
- 2005 – Срібні медалі
- 2006 – Срібні медалі
- 2007 – Срібні медалі
- 2008 – Золоті медалі
- 2009 – Срібні медалі
- 2010 – Срібні медалі
- 2011 – Золоті медалі
- 2012 – Золоті медалі
- 2013 – Бронзові медалі

### Тихоокеанський кубок
- 1995 – Срібні медалі
- 1996 – Срібні медалі